# 劉朝望
劉朝望（1882年—1962年）字荃莊，安徽合肥人。清朝及中华民国、中华人民共和国政治人物。

## 生平
劉朝望14歲时，祖父劉銘傳逝世。後来，劉朝望中舉人，历任清朝刑部郎中、四川永寧道道员。
中华民國成立后，他历任川南軍政府都督、北洋政府國務院秘書、参政院參政、陸軍中將。
中华人民共和国成立後，他被上海市市長陳毅提名聘为上海市文史研究館館員、政協委員。
1962年，劉朝望逝世。

## 家庭
劉朝望是劉銘傳的次子劉盛芸（1865年－1906年）的長子，也是劉銘傳的第二個孫子。